# Sigfox
Sigfox, sovint escrit tot en majuscules (SIGFOX), és una empresa francesa de xarxa sense fil per a connectar objectes com comptadors elèctrics, rellotges intel·ligents (smart watches), etc. que necessiten estar permanentment connectats i enviant poques dades d'informació. La seva infraestructura contribueix al que s'anomena Internet de les coses o Internet of Things (IoT). Segons s'ha publicat, Sigfox costa $1 per dispositiu a l'any en instal·lacions de més de 50.000 dispositius.
L'empresa va ser fundada l'any 2009 per Ludovic Le Moan and Christophe Fourtet i té les oficines centrals a Labège, al sud-est de França, on hi té més de 80 empleats. També té oficines a Madrid, San Francisco i a París.
El febrer de 2015 es va anunciar que Sigfox havia tancat la seva tercera ronda d'inversió per una quantitat de 115 milions de dòlars de set inversors: Telefónica, Engie, NTT DoCoMo Ventures (Docomo Capital), SK Telecom, Air Liquide i Elliott Management. Al juny el mateix any es va informar que Samsung havia invertit una quantitat no especificada. Al novembre de 2016 va tancar una altra ronda d'inversió de 150 milions d'euros amb les companyies Salesforce.com i Total i com principals inversors a més de les empreses Alto Invest, Swen CP, el grup Tamer i l'inversor francès Henri Seydoux.
Els plans de la companyia són desplegar la seva xarxa per 60 països en els propers 5 anys, incloent-hi Amèrica del Sud, els Estats Units, Corea del Sud i Japó.

## Tecnologia
SIGFOX fa servir un sistema de cel·les que permet als dispositius connectar-s'hi fent servir una comunicació de banda molt estreta (Ultra Narrow Band o UNB). Tecnologia similar es va utilitzar en submarins durant la Primera Guerra Mundial. Actualment treballa sobre la banda lliure ISM 868 MHz a Europa i 900 MHz a Amèrica. Amb aquesta tecnologia, els dispositius poden enviar poca quantitat de dades usant molt poca energia i arribant a llargues distàncies.
Per donar cobertura al territori, el proveïdor de servei SIGFOX instal·la una sèrie d'estacions base. Aquestes estacions base estan permanentment escoltant per rebre els missatges dels dispositius, que no cal que s'hi hagin d'haver registrat prèviament.
La modulació que es fa servir és GSFK o DBPSK sobre una amplada de banda de 100 Hz i a 100 o 600 bits per segon depenent de la zona geogràfica. Un paquet s'envia tres cops en tres freqüències diferents per evitar col·lisions, atès que la xarxa no està sincronitzada i un dispositiu pot enviar un paquet en qualsevol moment.
Un dispositiu que faci servir la tecnologia SIGFOX només pot enviar paquets de dades amb 12 Bytes i només pot enviar 140 paquets al dia. Aquests 12 Bytes es consideren suficients per moltes aplicacions actuals, com les de sensors d'aparcament, comptadors intel·ligents, geloocalitzadors, etc. Segons la mateixa empresa, un dispositiu Sigfox pot funcionar fins a 20 anys usant dues piles AA, atès que el dispositiu es desperta i envia les dades quan cal i es torna a adormir mentre no faci falta.

## Cobertura
A principis de 2016 la xarxa Sigfox ofereix cobertura quasi total a França, Espanya, Portugal, Paisos Baixos i Bèlgica, així com Irlanda i Luxemburg. També ofereix cobertura a grans ciutats de Regne Unit com Londres, Manchester i Edimburg. També ofereix cobertura a la ciutat americana de San Francisco. La companyia ha anunciat la cobertura total d'Alemanya, Itàlia, Dinamarca i Regne Unit per aquest mateix any.
A finals de 2017, la cobertura incloïa Alemanya (parcial), Itàlia, Dinamarca, Regne Unit (parcial), Suècia (parcial), Finlàndia (parcial), República Txeca, Eslovàquia i Croàcia (parcial) a Europa; parcialment Sud-àfrica i Tunísia a Àfrica; parcialment Oman, Iran, Tailàndia, Taiwan i Japó i completament Singapur a Àsia; parcialment Austràlia i Nova Zelanda; parcialment Estats Units d'Amèrica, Mèxic, Colòmbia, Brasil, Argentina al continent americà.